# El Juguete Rabioso
El Juguete Rabioso es una banda mexicana de rock que aparece formalmente en 1988 y terminó sus actuaciones en 1998, volvió a los escenarios después de su participación en el Vive Latino 2016. Graban dos discos: en 1992 Caras modernas (sello Rockotitlán con distribución WEA) y en 1995, Almatotal (Warner).
El nombre del grupo fue tomado de la novela homónima de Roberto Arlt. Fundado por los compositores Federico Bonasso y Santiago Behm junto a otros músicos que después dejarían el grupo, El Juguete Rabioso vivió diferentes etapas. Cuando Bonasso dejó la batería para pasar a la voz principal, a finales de 1989, se incorporó definitivamente Coco Ruiz de Velasco y George Abel Ramírez en la guitarra.
El grupo realizó diferentes giras por México durante los noventa, y tocó también para el público hispano en Estados Unidos. Se presentaron en Argentina, España y Chile. Varias de sus canciones se escucharon también en otras partes de Latinoamérica. De su repertorio, destacan “Mercenario” (canción versionada por otros grupos como Panteón Rococó), “Tu amor mata” y “La memoria en donde ardía” (basada en la historia y lucha de las Abuelas de Plaza de Mayo). Fueron parte activa del importante movimiento cultural que apoyó las reivindicaciones  sociales durante los noventa. En 2006 y 2007 se reencontraron los integrantes de la agrupación, exceptuando a George Abel Ramírez para una serie de conciertos que incluyeron México, Cuba y Argentina. 
Después de la separación de El Juguete Rabioso, Santiago Behm ha publicado dos discos solistas: Lugares imposibles y Visceral. Coco Ruiz de Velasco también ha editado dos álbumes como solista Nudo y Tiempo. Federico Bonasso, que durante muchos años se ha dedicado al score para películas, comenzó la producción de su primer material solista en 2015. George Abel Ramírez abandonó la escena musical para llevar su vida de acuerdo al cristianismo.

## Historia

### Formación y primera etapa
Federico Bonasso y Santiago Behm (de origen argentino y chileno, respectivamente y radicados en México), se conocieron en 1980, en el Instituto Luis Vives de la Ciudad de México. Hacia el final de la preparatoria decidieron formar El Juguete Rabioso, tomando prestado el nombre de la novela de Roberto Arlt.
Ambos eran hijos de exiliados políticos. Probablemente esto marcó sus primeras influencias musicales, notoriamente originadas en el rock que se hacía en el Cono Sur. Esta condición de exiliados también produciría una temática, sobre todo en la primera etapa del grupo, donde las letras mostraban una politización y una nostalgia atípica en muchachos de 18 años. 	
Un primer embrión de la banda tendría como integrantes a Fernando Urdapilleta en guitarra, Santiago Behm en bajo y Federico Bonasso a cargo de la batería.
Esta agrupación apenas pisó los escenarios. Fueron meses de perfeccionamiento como instrumentistas y evolución como compositores, donde el proyecto no superaría la etapa amateur.
Sería hasta 1988, con la incorporación de Francisco Ríos en la voz principal, y Jaime Lichi en los teclados, que el grupo se atrevería a confrontarse con un público y tomar el camino profesional y así quedaría establecida la agrupación que durante los siguientes dos años posicionaría el nombre de El Juguete Rabioso en la creciente escena del rock del Distrito Federal. Francisco Ríos en voz; Santiago Behm en bajo y voz; Fernando Urdapilleta en guitarra, Jaime Lichi en teclados y Federico Bonasso en batería. Presentarían canciones que mostraban cierta originalidad en la estructura, con elementos de rock progresivo incluso, que se perderían en la segunda etapa del grupo.
Este “primer Juguete Rabioso” no vio reflejada su creatividad en un material discográfico. Vivió la suerte de tantas otras agrupaciones mexicanas que nacían a un mundo comercial bajo las suspicacias de un sistema que todavía rechazaba al rock. En esos años, cuando empezaban a convivir la creciente demanda por el rock en español con los medios masivos conservadores y vigilados, este primer Juguete Rabioso vivió episodios singulares. Sufrieron agresiones y censura (como su expulsión del bar de conciertos Rock Stock a causa de su canción “De nuevo septiembre” que denunciaba lo atestiguado durante el terremoto del 85). También generaron una muy fructífera alianza con la literatura, particularmente con el escritor Paco Ignacio Taibo II, con quien realizarían una serie de conciertos muy exitosos de “rock y novela policiaca”. Encontrarían un primer mánager: Rodolfo Muratorio, quien los ayudaría a crecer y les haría compartir escena con grupos como Ritmo Peligroso.
De esa primera etapa ha quedado un demo, que circula incompleto y esporádicamente por las redes sociales. Aunque la mayoría de los temas es de Bonasso o Behm, de ese trabajo destaca también la composición de Urdapilleta, que queda registrada sobre todo en una intensa canción con tonos bluseros “La orilla de la mañana”. Igualmente es reconocible el noble carácter de la voz de Francisco Ríos, que le daría identidad al grupo y los teclados de Jaime Lichi que aportarían una cualidad armónica poco escuchada en aquel rock, ceñido por los cánones de la época a ciertos moldes de simpleza.

### El Juguete Rabioso, etapa discográfica
A finales de 1989 el grupo sufrió una transformación drástica: Bonasso (autor de muchas de las canciones) reclamó un lugar como vocalista. Y dejó vacante el sitio de los tambores. Se incorporó entonces otro amigo de Luis Vives, baterista de bandas “rivales” de la adolescencia, y que los conocía muy bien: Coco Ruiz de Velasco. Ruiz de Velasco había tocado en diversas agrupaciones de la época, como Blat, Códice y Los pescadores de la luna. Desde su llegada asumió un compromiso definitivo con la filosofía del grupo y se convirtió en parte esencial de su alma. 
Ya sin Ríos en la voz, se probaron por primera vez fuera de las fronteras mexicanas. Llevaron a cabo un tour por España destacando sus presentaciones en Madrid y en la III Semana Negra de Gijón, (alternando escenarios con artistas del peso de Joaquín Sabina o Javier Gurruchaga). Por entonces comenzaron sus primeras apariciones en televisión. 
En 1990 dejó el grupo Urdapilleta, algo que llevó a un cambio también en el estilo. A partir de entonces la plaza de guitarrista principal fue ocupada por George Abel Ramírez. 
Fueron abridores en el Auditorio Nacional de los suecos Roxette y comenzaron a presentarse ante públicos más numerosos.
En 1992 apareció su primer disco, Caras modernas. Aunque bien grabado y con canciones que hoy son emblemáticas, este primer trabajo pareció no ser fiel a la potencia que desplegaban sobre el escenario. 
Probablemente entre 1992 y 1995 el grupo vivió su etapa más intensa sobre los escenarios, consolidando un estilo y una performance siempre generosa. Se multiplicaron los conciertos y “Tu amor mata” se reprodujo en las radios, llegando incluso a Buenos Aires, Caracas o Quito. 
Con el tiempo, el tema de George Abel Ramírez, “Mercenario”, se convertiría en la canción más esperada en los conciertos. En ese periodo reclutaron al virtuoso guitarrista Sergio Corres. Recorrieron todo México dejando una huella importante en varias ciudades del interior. Y también salieron a tocar para el público hispano en Estados Unidos, consiguiendo críticas elogiosas en el Chicago Tribune y otros medios. Desde entonces muchas de las notas que se escribieron sobre El Juguete Rabioso, destacaron, además de su pasión escénica, su apuesta letrística, de la que probablemente la canción “Levantaré” sea uno de los mejores ejemplos.
En esos años formaron parte del Colectivo La Bola y otras agrupaciones de artistas y músicos mexicanos que repudiaron la prohibición de conciertos masivos al aire libre (en la Ciudad de México) y que salieron a respaldar las demandas de los pueblos indígenas. Su actividad musical hizo eco de su primer compromiso político y se dedicaron junto con tantos otros grupos, como Santa Sabina, o Los de Abajo, a intentar cortar los cercos informativos y propiciar una imprescindible discusión sobre el tema. 
A finales del 93 se incorporó como segundo guitarrista Pablo Novoa, quien sería asimismo el productor del segundo disco: Almatotal (Warner). Esto significó un nuevo ajuste en el carácter; y los tonos de pop que vivían en Caras modernas dieron paso a un rock más crudo, pasado esta vez por mayores distorsiones y una actitud interpretativa mucho más despojada. Grabado en Los Ángeles y mezclado por Paul Logus en el mítico Electric Lady de Nueva York, Almatotal resultó una notable colección de canciones. No respondía ahora a ninguna influencia ideológica y anunciaba el crecimiento de Behm y Bonasso como compositores.
A pesar de su contenido y buena factura, Almatotal no vivió el destino esperado. Diversos factores se han esgrimido para analizar por qué este disco, sin duda más maduro que su antecesor, fue mucho menos conocido. 
La presentación de Almatotal fue acompañada por un exitoso experimento: el “Redilas tour”. Subidos a un camión de redilas y presentándose sorpresivamente en varias escuelas y universidades públicas del D.F., El Juguete Rabioso salió a mostrar sus nuevas canciones. Probablemente el tema que más eco hizo en el público fue el agresivo “Dile no a la represión” (primera colaboración de Ruíz de Velasco con Bonasso). Sin embargo, Almatotal está habitado por muchas canciones de tono intimista, como “Gabriel” (Behm) o “Sombra y luz” (Bonasso) que preanunciaban los nuevos intereses expresivos de ambos compositores.
Tras el “Redilas tour” vino el “Guateke Tour”, en 1996. Una gira por las principales ciudades del país en compañía de destacados grupos contemporáneos, como La Cuca, La Castañeda o un entonces poco conocido Molotov. No es atrevido afirmar que aquel Juguete Rabioso del “Guateke Tour” fue el más sólido musical y escénicamente hablando. Con la incorporación de Leonardo Soqui en los teclados y la potencia expresiva de Novoa en la segunda guitarra, Bonasso, Behm, Ramírez y Ruiz de Velasco consolidaron una compañía escénica que mostró sus mejores luces.
En septiembre de 1996 se presentaron en Santiago de Chile y Valparaíso, con excelente recepción, igual que en Buenos Aires.
Producto de la poca repercusión de Almatotal y otros problemas internos, El Juguete Rabioso se fue apagando sin una despedida oficial, hacia finales de 1998, diez años después de haber surgido. Tras su aparición en un festival masivo en el Zócalo de la Ciudad de México, en 1999, en la que fueron cariñosamente recibidos, dejaron los escenarios.
En 2006, el escritor Miguel Bonasso (padre de Federico), los convocó a concretar un viejo proyecto siempre postergado: presentar (a modo de lo que habían hecho con Taibo II en los noventa) su libro La memoria en donde ardía, historia de la que se desprende la composición homónima de Federico Bonasso.
Federico Bonasso realizó el guion de un espectáculo de una alta carga emotiva, donde se intercalaron o mezclaron textos de su padre con canciones de El Juguete Rabioso. Este concierto terminó convirtiéndose en un homenaje a la cultura híbrida “argenmex”. Con ensayos en el Teatro Nacional de Cuba y un concierto en La Habana, el Juguete volvió a cantar. Acompañados de nuevo por Soqui, y esta vez por Martín García Reinoso, el extraordinario guitarrista argentino (a su vez exiliado en México muchos años). En 2007, repitieron el show en el Distrito Federal y Buenos Aires. Por fin pudo el Juguete Rabioso, entonces, cantarles a Abuelas de Plaza de Mayo “La memoria en donde ardía”, la canción que les habían dedicado en el lejano 1989.

## Discografía
| Título         | Compañía                | Productor        | Grabación/mezcla | Guitarrista invitado | Otros invitados                              |
| -------------- | ----------------------- | ---------------- | --- | -------------------- | -------------------------------------------- |
| Caras modernas | 1992 Discos Rockotitlán | Memo Méndez Guiu | Grabado en Estudios MAG, D.F. por José Luis Martínez / Mezclado por Memo Gil en “El cuarto de Máquinas” D.F.                       | Joan Romagosa        | Cala (Rostros ocultos) / Los amantes de Lola |
| Almatotal      | Warner Bros             | Pablo Novoa      | Grabado en Mama Joe´s (L.A.) por León Granados y Estudio 19 D.F. / Mezclado en Electric Lady (N.Y.) por Paul Logus y Brian Sperber | Pablo Novoa          | Boris (Ex Amantes de Lola) en los teclados   |

## Canciones
Caras modernas
1. Individualidad (Bonasso)
2. Caras Modernas (Behm)
3. Tu amor mata (Ramírez)
4. Mercenario (Ramírez)
5. La violación (Bonasso)
6. Levantaré (Behm-Bonasso)
7. Ya no quiero (Bonasso)
8. Nunca (Bonasso)
9. Canción de ciudad (Behm)
10. Le revienta el cuerpo (Bonasso)
11. Para mí (Behm)
12. La memoria en donde ardía (Bonasso)

Almatotal
1. Dile no a la represión (Ruíz de Velasco-Bonasso)
2. Ecos en el alma (Bonasso)
3. No dejes que mi rabia muera (Ramírez)
4. Sangre maldita (Behm)
5. Sombra y luz (Bonasso)
6. El brillo (Bonasso)
7. Gabriel (Behm)
8. Ruido (Behm)
9. Sola está soledad (Ramírez)
10. Todo es deseo (Bonasso)
11. La vuelta (Bonasso)
12. Volver a ser (Bonasso)
13. Bonus track Ella es una chica (Behm)